# Tokkei Winspector
Tokkei Winspector (特警ウインスペクター, Tokkei Uinsupekutā, vertaald als Special Police Winspector) is een Japanse tokusatsuserie geproduceerd door Toei Compagny als onderdeel van hun Metal Heroes-serie. De serie is tevens de eerste in de Rescue Hero-trilogie.
De serie werd van 1990 tot 1991 uitgezonden en bestond uit 49 afleveringen. "Winspector" werd ook uitgezonden in Duitsland, Frankrijk, Italië en Brazilië.

## Inhoud
De serie volgt de avonturen en missies van een speciaal "Rescue Police"-team dat bekendstaat als Special Police Winspector. Dit team vecht tegen criminelen en andere problemen die voor de gewone politie te gevaarlijk zijn.
Het team bestaat uit een mens in een gepantserd pak, geholpen door twee robots.

## Personages

### Winspector Team
- Ryouma Kagawa / Fire (香川竜馬　Kagawa Ryouma / ファイヤー　Faiyā): de leider van het team en het enige menselijke teamlid. Hij is een wees die getraind is in verschillende vechtsporten en vijf talen spreekt. Hij heeft nog een zus.
- Biker (バイクル　Baikuru): een van de twee robotleden van het team. Hij vecht met twee katana’s. Hij is een meester in grappen en bijdehante opmerkingen.
- Walter (ウォルター　Uorutā): de tweede robot uit het team en Biker's "tweelingbroer". Hij houdt van kinderen en is over het algemeen iemand die geniet van het leven.

### Overig
- Shunsuke Masaki (正木俊介　Masaki Shunsuke): Winspector's commandant en oprichter. Hij verblijft normaal in het hoofdkwartier van Winspector, maar indien nodig komt hij het team persoonlijk opzoeken om hen bevelen te geven.

- Junko Fujino (藤野純子　Fujino Junko): een informatie G-man, en een expert met vuurwapens.

- Hisako Koyama (小山久子　Koyama Hisako): een geheime G-man. Ze werkt normaal in een koffieshop. Haar vader, Masanobu Koyama, was een collega van Masaki, maar kwam zes jaar geleden om.

- Shin'ichi Nonoyama (野々山真一　Nonoyama Shin'ichi): Winspector technisch adviseur en uitvinder. Hij onderhoudt Biker en Walter, en voorziet het team van de nodige gadgets.

- Madocks (マドックス　Madokkusu): Winspectors supercomputer. Bevat data van elke crimineel, en kan deze data ter plekke analyseren.

- Demitasse (デミタス　Demitasu): een kleine robot en assistent van het team.

## Film
- Tokkei Winspector

## Cast
- Ryouma Kagawa/Fire: Masaru Yamashita
- Biker: Kaoru Shinoda(Voice)
- Walter: Seiichi Hirai(Voice)
- Junko Fujino: Mami Nakanishi
- Shunsuke Masaki: Hiroshi Miyauchi
- Hisako Koyama: Michiko Hirokida
- Shin'ichi Nonoyama: Masaru Oobayashi
- Madocks: Kazuhiko Kishino(Voice)
- Demitasse: Issei Futamata(Voice)
- Toragorou Rokkaku: Shin'ichi Satou
- Yuuko Kagawa: Yura Hoshikawa
- Ryouta Koyama: Ryou Yamamoto
- Verteller: Toru Ohira

## Crew
- Script: Noboru Sugimura, Jun'ichi Miyashita, Susumu Takahisa, Nobuwo Oogizawa, Kunio Fujii, Kyouko Sagiyama, Takashi Yamada, Ken'ichi Araki, Yoshichika Shindou, Takahiko Masuda.
- Muziek: Seiji Yokoyama, Ichirou Mizuki.
- Assistent regisseur: Hidenori Ishida.
- Film: Susumu Senoo, Takakazu Koizumi.
- Actieregisseur: Junji Yamaoka, Jun Murakami.
- Tokusatsuregisseur: Nobuo Yajima.
- Personage ontwerp: Keita Amamiya.
- Producer: Kyouzou Utsunomiya(TV Asahi), Nagafumi Hori(Toei).
- Regisseur: Shouhei Tojo, Takeshi Ogasawara, Tetsuji Mitsumura, Michio Konishi, Kiyoshi Arai.
- Productie: TV Asahi, ASATSU, Toei, .